# Födelsedagseffekten
Födelsedagseffekten (ibland kallad födelsedagsblues, särskilt när man specifikt hänvisar till självmord) är ett statistiskt fenomen där en individs sannolikhet för död verkar öka på eller i anslutning till personens födelsedag. Födelsedagseffekten har studerats på befolkningar i England och Wales, Schweiz, Ukraina, och USA. Den har även studerats på bland annat basebollspelare i Major League.
Studier visar inte konsekvent denna effekt; vissa studier visar att dödligheten mellan män och kvinnor skiljer sig åt inför födelsedagen, medan andra studier inte finner någon ökad dödlighet signifikant för kön. Föreslagna mekanismer för effekten inkluderar alkoholkonsumtion, psykologisk stress relaterad till födelsedagen, ökad självmordsrisk, dödssjuka patienter som försöker hålla ut fram till födelsedagen.